# Jack Harris (Filmeditor)
Jack Harris (* 2. Juli 1905 in Farnborough, Vereinigtes Königreich; † 1971 in Yeovil, Vereinigtes Königreich) war ein britischer Filmeditor, der vielen seiner Zeitgenossen als einer der bedeutendsten Editoren des britischen Films in den 1930er bis 1950er Jahre galt.

## Leben und Wirken
Jack Harris stieß direkt von der Schule zum Film, als er 1921 eine Anstellung bei den Shepherd’s Bush Gaumont Studios antrat. Der aus dem Süden Londons stammende Brite lernte die Branche von der Pike auf kennen und stieß über den Job eines Assistenten der Regisseure Maurice Elvey und Victor Saville zum Ende der Stummfilmzeit schließlich zum Filmschnitt. Für die Twickenham Studios schnitt er in den frühen Tonfilmjahren zunächst die billig hergestellten so genannten „quota quickies“ (darunter zahlreiche Lustspiele und Krimis). Seine schnelle und präzise Arbeitsweise ließ gegen Ende des Zweiten Weltkriegs den jungen Nachwuchsregisseur David Lean, der wie Harris vom Filmschnitt kam, auf ihn aufmerksam werden. Für Lean montierte Harris, beginnend mit Wunderbare Zeiten, ab Kriegsende dessen zentralen Inszenierungen der ausgehenden 1940er Jahre (Geisterkomödie, Begegnung, Geheimnisvolle Erbschaft, Oliver Twist, Die große Leidenschaft). Bald hatte sich Jack Harris einen derart herausragenden Namen gemacht, dass man ihn, der mittlerweile für die Pinewood Studios arbeitete, mit der Oberleitung des Filmschnitts (englische Berufsbezeichnung: „supervising editor“) beauftragte.
Mit Beginn der 1950er Jahre hatte sich Jack Harris endgültig als Filmeditor etabliert. Er stellte die Endfassung der Piratenfilmklassiker Des Königs Admiral mit Gregory Peck und Der rote Korsar mir Burt Lancaster her, montierte den letzten großen Ealing Studios-Lacherfolg Ladykillers mit Alec Guinness in der Hauptrolle und mit Kapitän Seekrank und Der Sündenbock zwei weitere Guinness-Komödien. Dazwischen ließ man ihn 1957 den Endschnitt zu der einzigen Zusammenarbeit von Laurence Olivier und Marilyn Monroe, Der Prinz und die Tänzerin, fertig stellen. 1959/60 führte Harris’ Weg erstmals auch nach Hollywood (für das turbulente Yul-Brynner-Lustspiel Noch einmal mit Gefühl) und er stellte die Schnittfassung von Fred Zinnemanns epischer Schaftreiber-Geschichte Der endlose Horizont her. Harris’ Filme in seinem letzten verbleibenden Lebensjahrzehnt seit Peter Ustinovs Seefahrer-Drama Die Verdammten der Meere (1961) verkamen jedoch zu bloßer Routine. Seine Gedanken zum Filmschnitt brachte Harris in Karel Reisz’ Buchveröffentlichung „The Technique of Film Editing“ (1953) ein.

## Filmografie (Auswahl)
- 1927: Roses of Picardy
- 1928: Mademoiselle Parley Voo
- 1930: Lord Richard in the Pantry
- 1931: The Sleeping Cardinal
- 1931: Splinters in the Navy
- 1932: Frail Women
- 1932: The Missing Rembrandt
- 1932: The Lodger
- 1933: The Shadow
- 1933: Ahasver, der ewige Jude (The Wandering Jew)
- 1934: Lily of Killarney
- 1934: The Broken Melody
- 1935: Squibs
- 1935: The Morals of Marcus
- 1936: Spy of Napoleon
- 1936: Dusty Ermine
- 1937: The Angelus
- 1939: The Face at the Window
- 1939: Home From Home
- 1940: The Chinese Bungalow
- 1940: Sailors Don’t Care
- 1941: Old Mother Riley’s Circus
- 1941: The Common Touch
- 1942: Let the People Sing
- 1942: Asking for Trouble
- 1942: Salute John Citizen
- 1943: Old Mother Riley Detective (supervising editor)
- 1943: Theatre Royal
- 1943: The Demi-Paradise
- 1944: Wunderbare Zeiten (This Happy Breed)
- 1945: Geisterkomödie (Blithe Spirit)
- 1945: Begegnung (Brief Encounter)
- 1946: Geheimnisvolle Erbschaft (Great Expectations)
- 1947: Unruhiges Blut (Blanche Fury)
- 1948: Oliver Twist
- 1948: Wettlauf mit dem Tode (Once a Jolly Swagman)
- 1949: Drum prüf wer sich ewig bindet (Fools Rush In)
- 1949: Der goldene Salamander (The Golden Salamander)
- 1950: Des Königs Admiral (Captain Horatio Hornblower R.N.)
- 1951: Schwarzes Elfenbein (Where No Vultures Fly)
- 1952: Der rote Korsar (The Crimson Pirate)
- 1953: Der Freibeuter (The Master of Ballantrae)
- 1954: Kleiner Jockey ganz groß (The Rainbow Jacket)
- 1954: Out of the Clouds
- 1955: Ladykillers (The Ladykillers)
- 1957: Der Prinz und die Tänzerin (The Prince and the Showgirl)
- 1957: Kapitän Seekrank (Barnacle Bill)
- 1958: Der Sündenbock (The Scapegoat)
- 1958: Indiskret (Indiscreet)
- 1959: Noch einmal mit Gefühl (Once More With Feeling)
- 1960: Der endlose Horizont (The Sundowners)
- 1961: Die Verdammten der Meere (Billy Budd)
- 1962: Mein Freund, der Diamanten-Joe (Sammy Going South)
- 1963: Das Haus im Kreidegarten (The Chalk Garden)
- 1965: Wer einen Tiger reitet (He Who Rides a Tiger)
- 1966: Mr. 10 Prozent (Mister Ten Per Cent)
- 1967: Auch Arbeit kann von Übel sein (Work is a 4-Letter-Word)
- 1968: A Midsummer Night’s Dream
- 1969: Der Mann, der mir gefällt (Un homme qui me plaît)
- 1970: Take a Girl Like You